# Office du tourisme du Qatar
 (septembre 2017).
L'Office du Tourisme du Qatar (QTA) est un organe relevant du gouvernement du Qatar chargé de la formulation et de la gestion des règles, réglementations et lois régissant le développement et la promotion du tourisme au Qatar. 
Ce ministère est responsable des attractions touristiques et hébergements destinés aux voyageurs et aspire à développer et diversifier le secteur touristique du Qatar, ainsi qu'à renforcer le poids du tourisme dans le PIB du pays, sa croissance future et son développement social.

## Activités
Les activités du QTA sont guidées par la stratégie du secteur touristique national au Qatar 2030 (QNTSS), publiée en février 2014 comme plan pour le développement futur du secteur,.

## Exemptions de visa
Les citoyens des pays faisant partie du Conseil de coopération du Golfe (Bahreïn, Koweït, Oman, Arabie saoudite et Émirats arabes unis) n'ont pas besoin de visa pour entrer au Qatar.

## Visas pour les visiteurs
Les citoyens des 34 pays indiqués ci-dessous n'ont pas besoin d'obtenir de visa préalablement à leur visite et peuvent demander une exemption de visa à leur arrivée au Qatar. L'exemption est valable pendant 180 jours à compter de la date de délivrance et donne le droit à ses détenteurs de séjourner jusqu'à 90 jours au Qatar, qu'il s'agisse d'un seul voyage ou de plusieurs voyages cumulés.
1. Autriche
2. Bahamas
3. Belgique
4. Bulgarie
5. Croatie
6. Chypre
7. République tchèque
8. Danemark
9. Estonie
10. Finlande
11. France
12. Allemagne
13. Grèce
14. Hongrie
15. Islande
16. Italie
17. Lettonie
18. Liechtenstein
19. Lituanie
20. Luxembourg
21. Malaisie
22. Malte
23. Pays-Bas
24. Norvège
25. Pologne
26. Portugal
27. Roumanie
28. Seychelles
29. Slovaquie
30. Slovénie
31. Espagne
32. Suède
33. Suisse
34. Turquie

Les citoyens des 46 pays indiqués ci-dessous n'ont pas besoin d'obtenir de visa préalablement à leur visite et peuvent demander une exemption de visa à leur arrivée au Qatar. L'exemption est valable pendant 30 jours à compter de la date de délivrance et donne le droit à ses détenteurs de séjourner jusqu'à 30 jours au Qatar, qu'il s'agisse d'un seul voyage ou de plusieurs voyages cumulés. L'exemption peut être prolongée de 30 jours supplémentaires.
1. Andorre
2. Argentine
3. Australie
4. Azerbaïdjan
5. Biélorussie
6. Bolivie
7. Brésil
8. Brunei
9. Canada
10. Chili
11. Chine
12. Colombie
13. Costa Rica
14. Cuba
15. Équateur
16. Géorgie
17. Guyana
18. Hong Kong
19. Inde
20. Indonésie
21. Irlande
22. Japon
23. Kazakhstan
24. Liban
25. Macédoine
26. Maldives
27. Mexique
28. Moldavie
29. Monaco
30. Nouvelle-Zélande
31. Panama
32. Paraguay
33. Pérou
34. Russie
35. Saint-Marin
36. Singapour
37. Afrique du Sud
38. Corée du Sud
39. Suriname
40. Thaïlande
41. Ukraine
42. Royaume-Uni
43. États-Unis
44. Uruguay
45. Cité du Vatican

## Visa touristique au Qatar
Les visiteurs du Qatar voyageant à bord de n'importe quelle compagnie aérienne peuvent demander en ligne un visa touristique pour le Qatar. Pour soumettre une demande, les visiteurs doivent :
- Remplir un formulaire en ligne
- Télécharger les documents requis (y compris des copies numérisées du passeport et des photos personnelles)
- Fournir des informations concernant la réservation de leurs vols
- Effectuer un paiement en ligne à l'aide d'une carte de crédit valable.

Les visiteurs se rendant au Qatar avec Qatar Airways peuvent demander un visa touristique pour eux-mêmes et pour tous les voyageurs qui les accompagnent figurant sur la même réservation.

## Visa de transit au Qatar
Les passagers étant en transit au Qatar avec Qatar Airways peuvent demander un visa gratuit de transit valable 96 heures, quelle que soit leur nationalité. Toutefois, des conditions s'appliquent et les visas sont délivrés à la discrétion du ministère de l'Intérieur du Qatar.

## Visa de visite pour résidents CCG
Les résidents des pays faisant partie du Conseil de coopération du Golfe (CCG) occupant des postes dans des professions approuvées et les personnes les accompagnant peuvent obtenir un visa de visite pour résidents CCG à leur arrivée au Qatar. Ce visa à entrée unique, qui peut être obtenu pour un montant de 100 QAR et payable par carte de crédit, est valable pendant 30 jours et peut être renouvelé pour trois mois supplémentaires. Les visiteurs désireux de bénéficier de ce visa peuvent être invités à présenter des documents officiels indiquant leur profession à leur entrée au Qatar.